# Polisassistent
Polisassistent, PA, är en tjänstegrad inom den svenska polisen. 

## Hierarkisk ställning
Polisassistent är den lägsta graden av färdigutbildad polis inom den svenska polisen och tilldelas poliser som genomfört sex månaders godkänd aspiranttjänstgöring och därmed avklarat polisutbildningen. Polisassistenter står för en stor andel av de poliser som jobbar i yttre tjänst, alltså som patrullerande ingripandepoliser, trafikpoliser, områdespoliser och så vidare. Den äldre benämningen för polisassistent i Sverige var poliskonstapel. Polisassistent var då ett yttre befäl motsvarande dagens polisinspektör. Förste polisassistent motsvarade då dagens polisinspektör med särskild tjänsteställning. 

## Gradbeteckning
Gradbeteckningen består av en guldfärgad krona på uniformens axelklaffar. Efter fyra års anställning som polisassistent utökas gradbeteckningen med ett smalt guldfärgat streck under kronan. Titeln är då "polisassistent med minst 4 års anställning", men kallas i dagligt bruk endast polisassistent. Sedan 2022 är graden indelad i 5 nivåer, polisassistent med 4 års anställning motsvarar då nivå 2. 

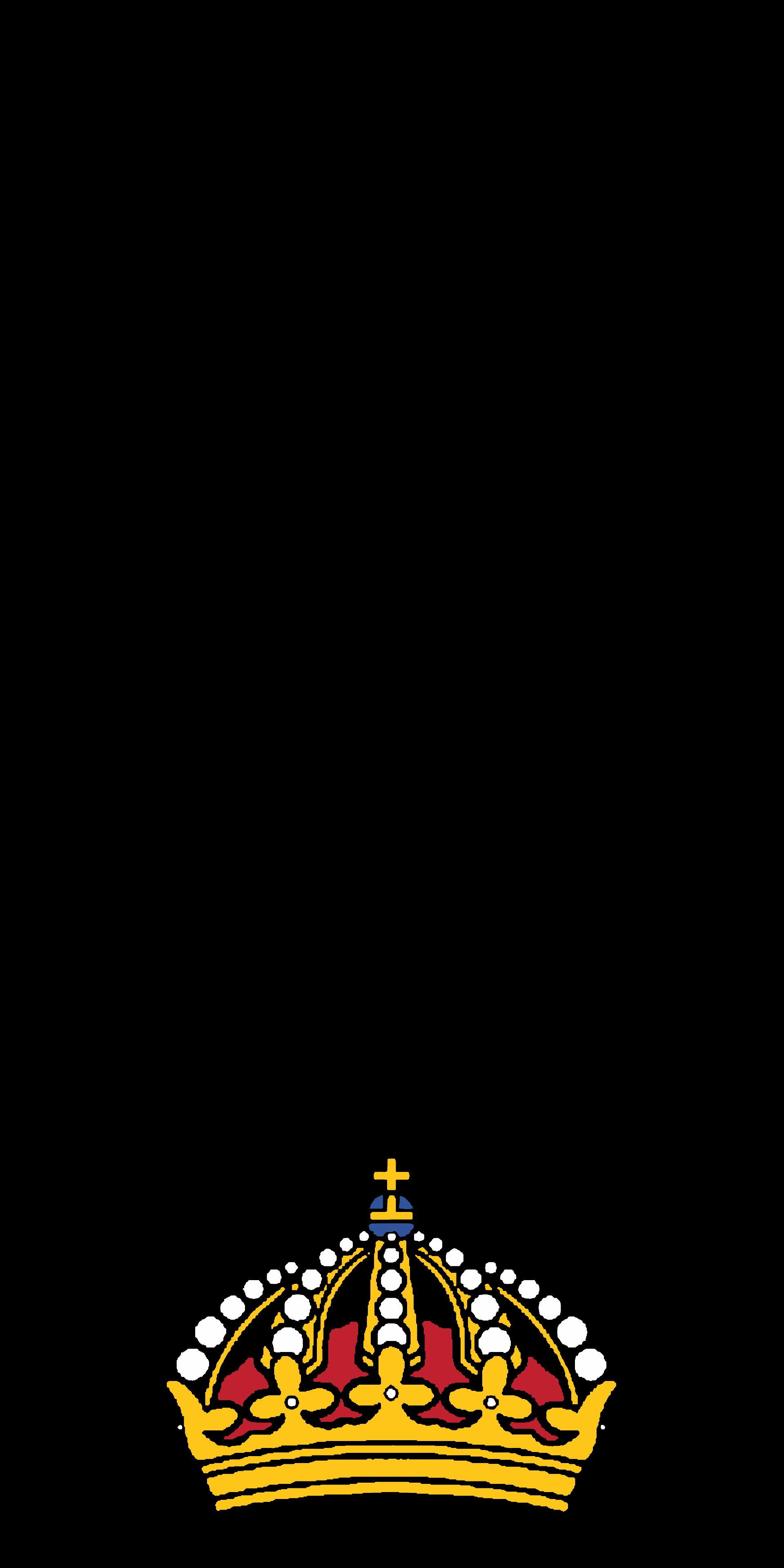
Polisassistent, medarbetarnivå 1 eller <4 års anställning
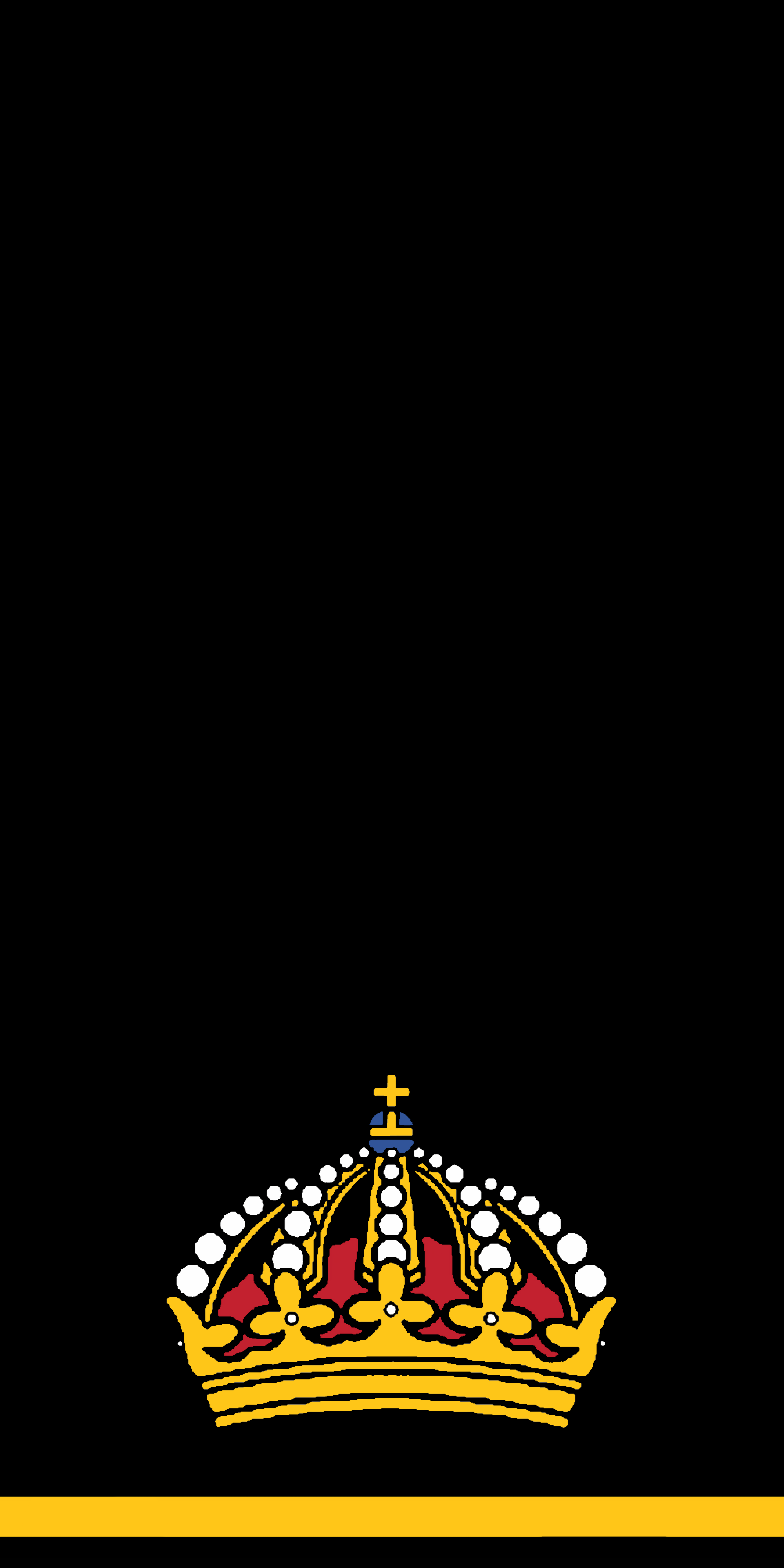
Polisassistent, medarbetarnivå 2 eller >4 års anställning
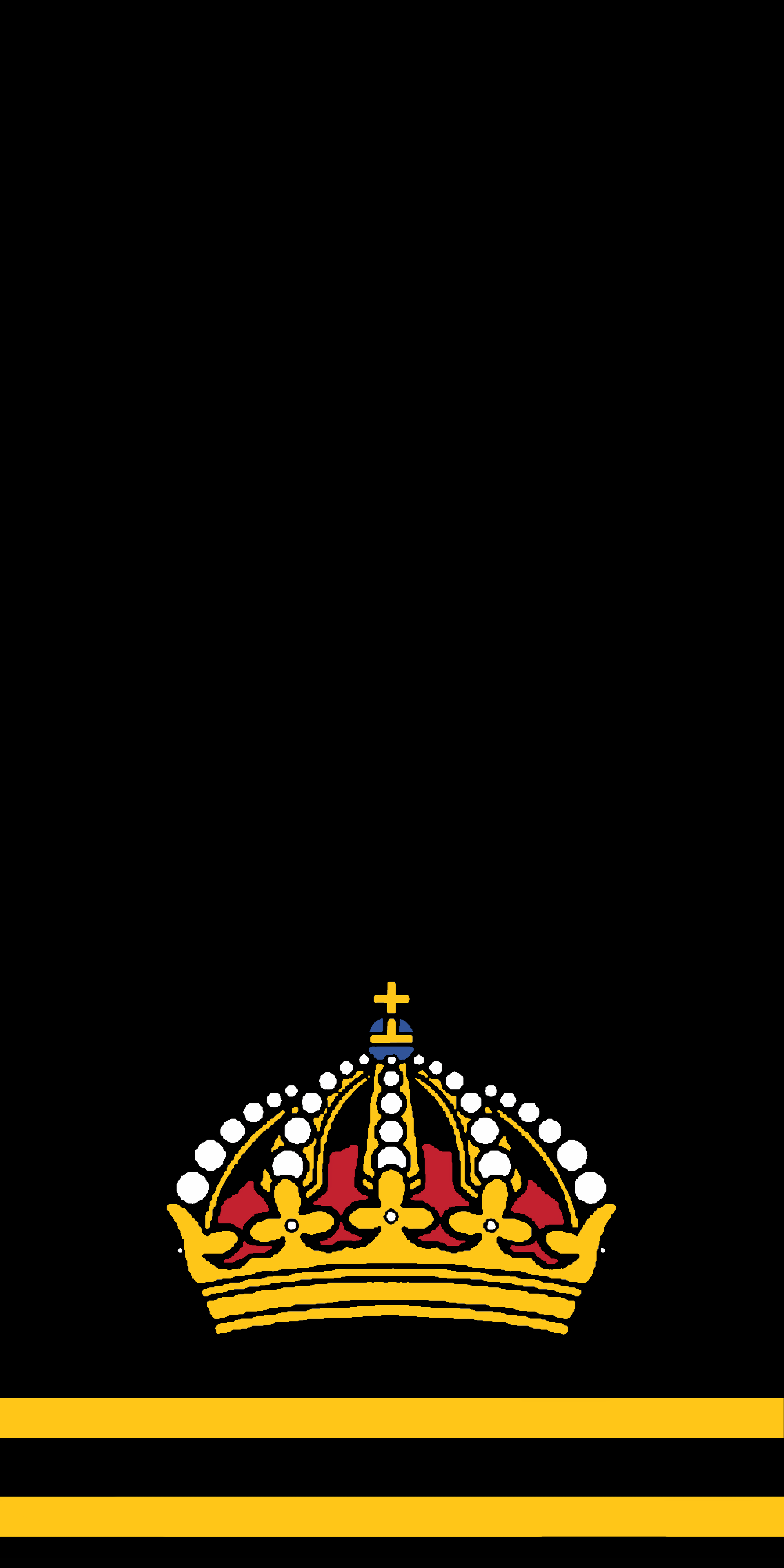
Polisassistent, medarbetarnivå 3
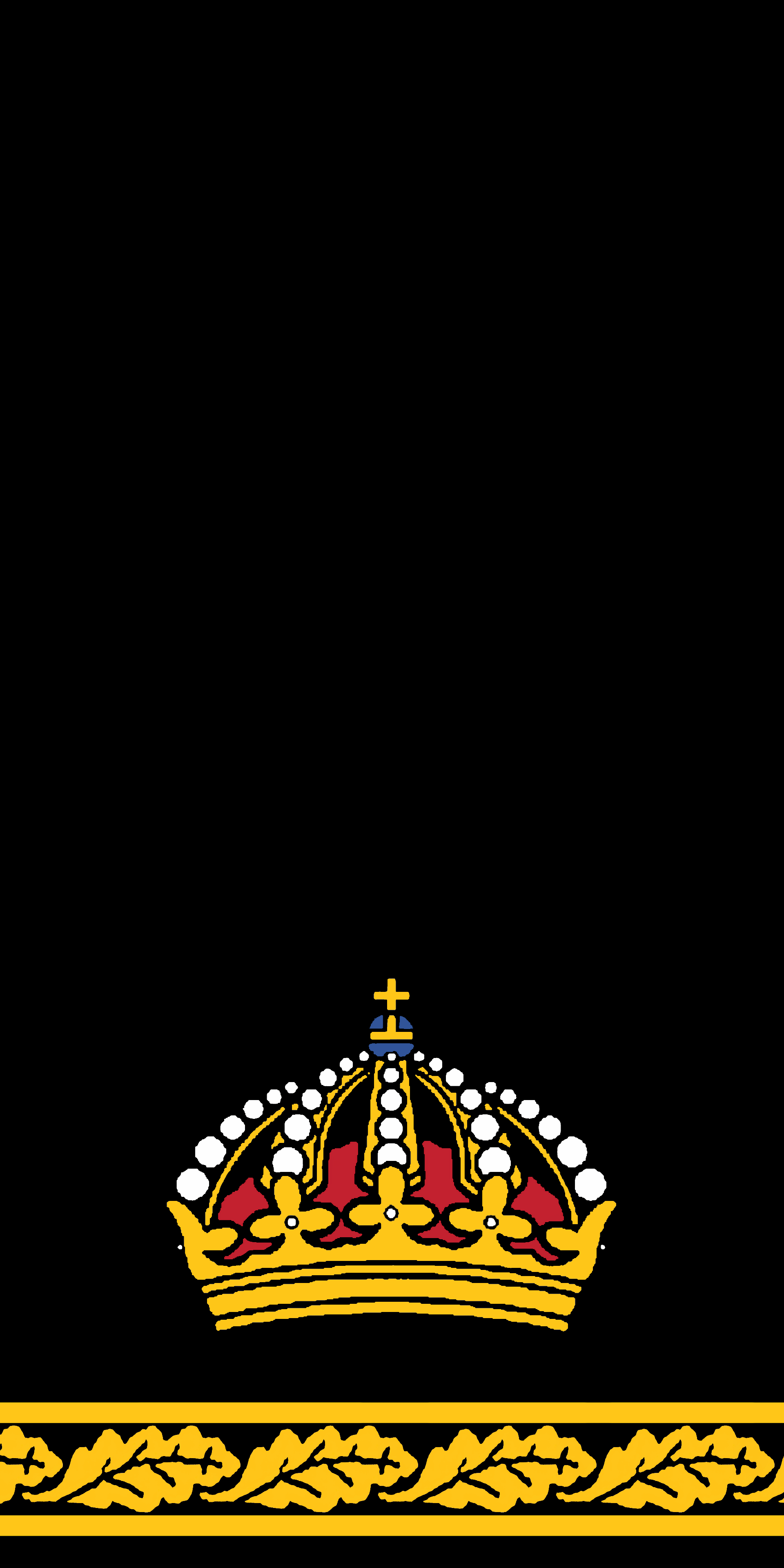
Polisassistent, medarbetarnivå 4
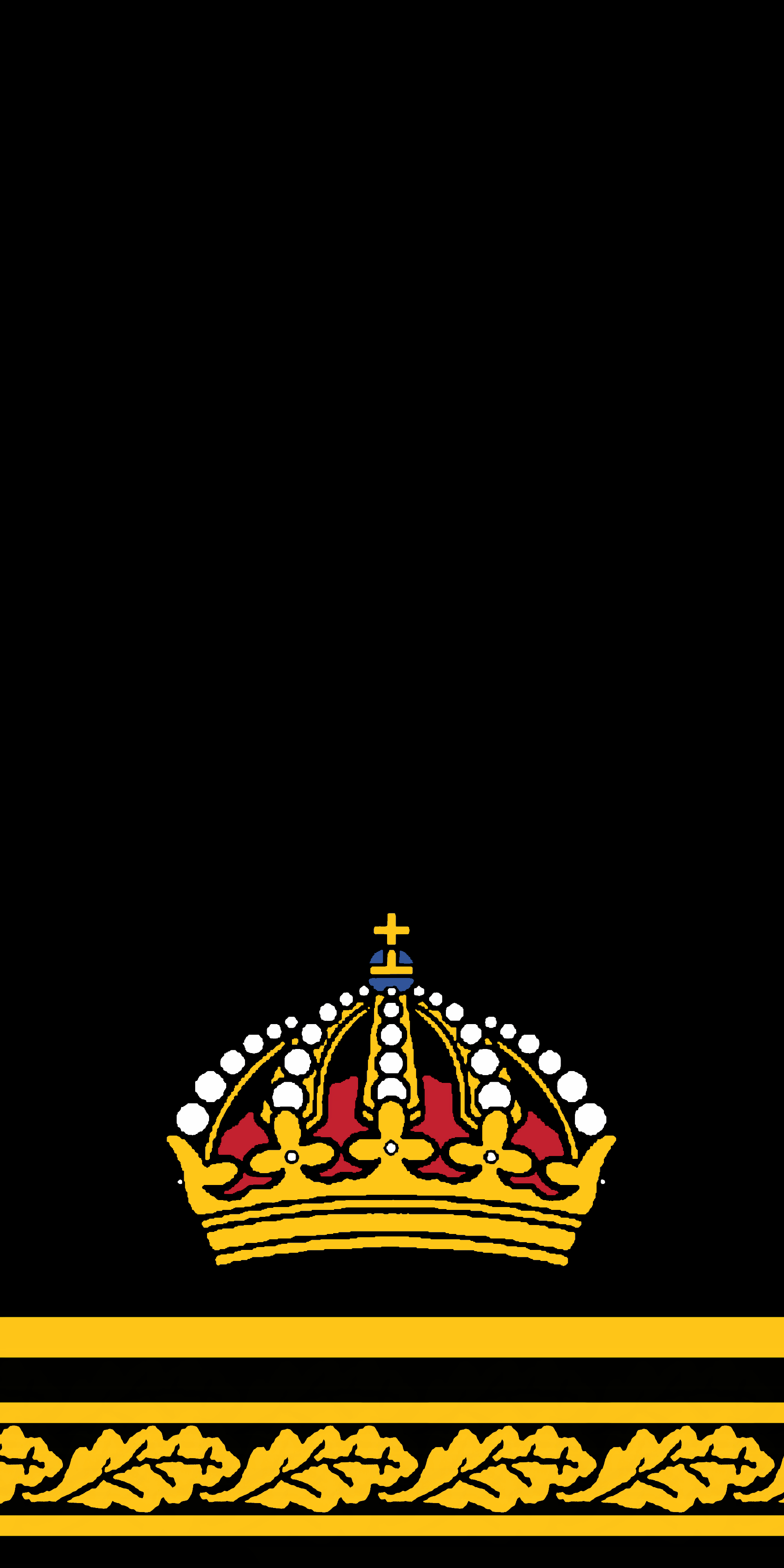
Polisassistent, medarbetarnivå 5

## Internationella motsvarigheter
- Vid Finlands polis motsvaras polisassistent av yngre konstapel; polisassistent med fyra års tjänst av äldre konstapel, äldre kriminalkonstapel, detektiv vid skyddspolisen och centralkriminalpolisen eller utbildare vid polisläroinrättning.
- Motsvarigheten till en svensk polisassistent kallas i Norge och Danmark Politibetjent, på Island Lögreglumaður, i Storbritannien Constable, i Tyskland Polizeimeister, i Österrike Inspektor och i Frankrike Gardien de la paix (polisen) eller Gendarme (gendarmeriet), i Italien Agente (polisen) eller Carabiniere (karabinjärerna).